# Carl Auer von Welsbach
Carl Auer, Freiherr von Welsbach, avstrijski kemik, izumitelj in podjetnik, * 1. september 1858, Dunaj, † 4. avgust 1929, Molnek.

## Življenje in kariera
Carl Auer se je rodil na Dunaju materi Theresi in Aloisu Auerju. Njegov oče je bil od leta 1841 direktor Državne tiskarne na Dunaju. Za svoje zasluge pri razvoju in izboljšavi tiskarskih stiskalnic je bil odlikovan z viteškim naslovom in nazivom „von Welsbach". Carl je obiskoval sekundarno šolo v Mariahilfu in Josefstadtu ter maturiral leta 1877. Po maturi se je pridružil Avstro-ogrski vojski kot sekundarni poročnik. Leta 1878 je von Welsbach začel s študijem matematike, splošne kemije, inženiringa, fizike in termodinamike na Dunajski Univerzi, leta 1880 pa še na Univerzi v Heidelbergu, kjer je nadaljeval študij kemije pod vodstvom Roberta Bunsena. Svoj doktorat je prejel leta 1882 ter se vrnil na Dunaj, kjer je delal kot neplačani asistent v laboratoriju pri profesorju Adolfu Liebenu.

## Iznajdbe
V tem laboratoriju se je naučil spektralne analize, spoznal pa se je tudi s težko prepoznavnimi elementi skupine redkih zemeljskih kovin. Leta 1885 mu je  uspela cepitev snovi didimij v dva elementa, ki ju je poimenoval praseodimium ("praseo" - zelen) in neodidimium ("neo" - nov). Slednja danes poznamo pod imenoma prazeodim in neodim.
Istega leta je z impregnacijo bombažne mrežice z mešanico soli redkih zemeljskih kovin iznašel plinsko žarilno mrežico. S tem je na višku konkurenčnega boja med plinsko in električno razsvetljavo prispeval pomemben delež. Izum je med leti 1890/1891 s kolegom Haittengerjem izboljšal z uporabo mešanice torija in cerija in ga patentiral pod imenom Auerjeva žarilna mrežica.

## Podjetništvo
S premoženjem, ki ga je zaslužil s patenti je kupil veliko posestvo na Koroškem in leta 1898 na mestu opuščene železarne Treibach ustanovil raziskovalni in eksperimentalni laboratorij.Tu je svoje raziskovanje osredotočil na razvoj žarnic s kovinsko žarilno nitko in tako pričel tekmovanje s svojimi prejšnjimi izumi.Kot izhodišče je vzel Edisonovo žarnico z ogleno žarilno nitko in vsemi njenimi pomanjkljivostmi, ki bi jih po njegovem lahko odstranili z uporabo nitke, izdelane iz kovine z zelo visokim tališčem. Kot možno rešitev je videl element osmij in nemudoma je pokupil vse svetovne zaloge te redke kovine. Da bi iz krhkega osmija lahko izdelal tanko žičko je razvil povsem nov postopek s kremo, ki jo je stisnil skozi tanko šobo. Prvo osmijevo žarnico je predstavil javnosti na svetovni razstavi v Parizu leta 1900. Še višje tališče od osmija imata tantal in volfram in kmalu je Siemens & Halske na tržišče poslal tantalovo žarnico. Obe pa je nadomestila volframova žarnica, ki jo je razvil Auerjev sodelavec Anton Lederer. Auer se je po tem zadovoljil s prodajo patentov in po letu 1903 proizvodno žarilnih nitk v Treibachu dokončno opustil.
Posvetil se je novemu poslovnemu izzivu: proizvodnji kresilnih kamnov na osnovi zlitin cerija in železa. Surovino je našel v brazilskem monazitnem pesku, ki mu je v velikih količinah ostal po pridobivanju torija na posestvu v Treibachu. 60% tega sestavljajo oksidi različnih redkih zemeljskih kovin iz katerih mu je leta 1907 uspelo izdvojiti dva nova elementa, ki ju je poimenoval aldebaranium in cassiopeium. Odkritje teh dveh elementov, ki ju danes poznamo pod imenoma iterbij in lutecij pa si je moral deliti s francoskim kemikom Georgesom Urbainom in ameriškim kemikom Charlesom Jamesom, saj sta ga ta dva odkrila neodvisno od Auerja. Leta 1903 je osvojil še en patent za prej omenjene kresilne kamne. Welsbachov kresilni kamen je sestavljala zlitina iz 70% cerija in 30% železa, ki je ob udarcu ali praskanju oddajal iskre. Ta kamen je še vedno v široki uporabi v vžigalnikih danes. Leta 1907 je ustanovil Treibacher Chemische Werke za proizvodnjo in trženje teh vžigalnikov. 
S prispevki pri razvoju plinske svetilke, električne žarnice, vžigalnega kamna in odkritjem več kemijskih elementov sodi Auer med najpomembnejše znanstvenike ob koncu 19. in začetku 20. stoletja.

## Zadnja leta
V preostanku svojega življenja se je ponovno obrnil na "čisto" kemijo in objavil več člankov o kemičnem ločevanju in spektroskopiji. Predstavil je pomemben dokument o svojem delu pri ločitvi radioaktivnih elementov med letoma 1922 in 1929. Umrl je 4. avgusta 1929, v starosti 70 let.